# Каїн (п'єса)

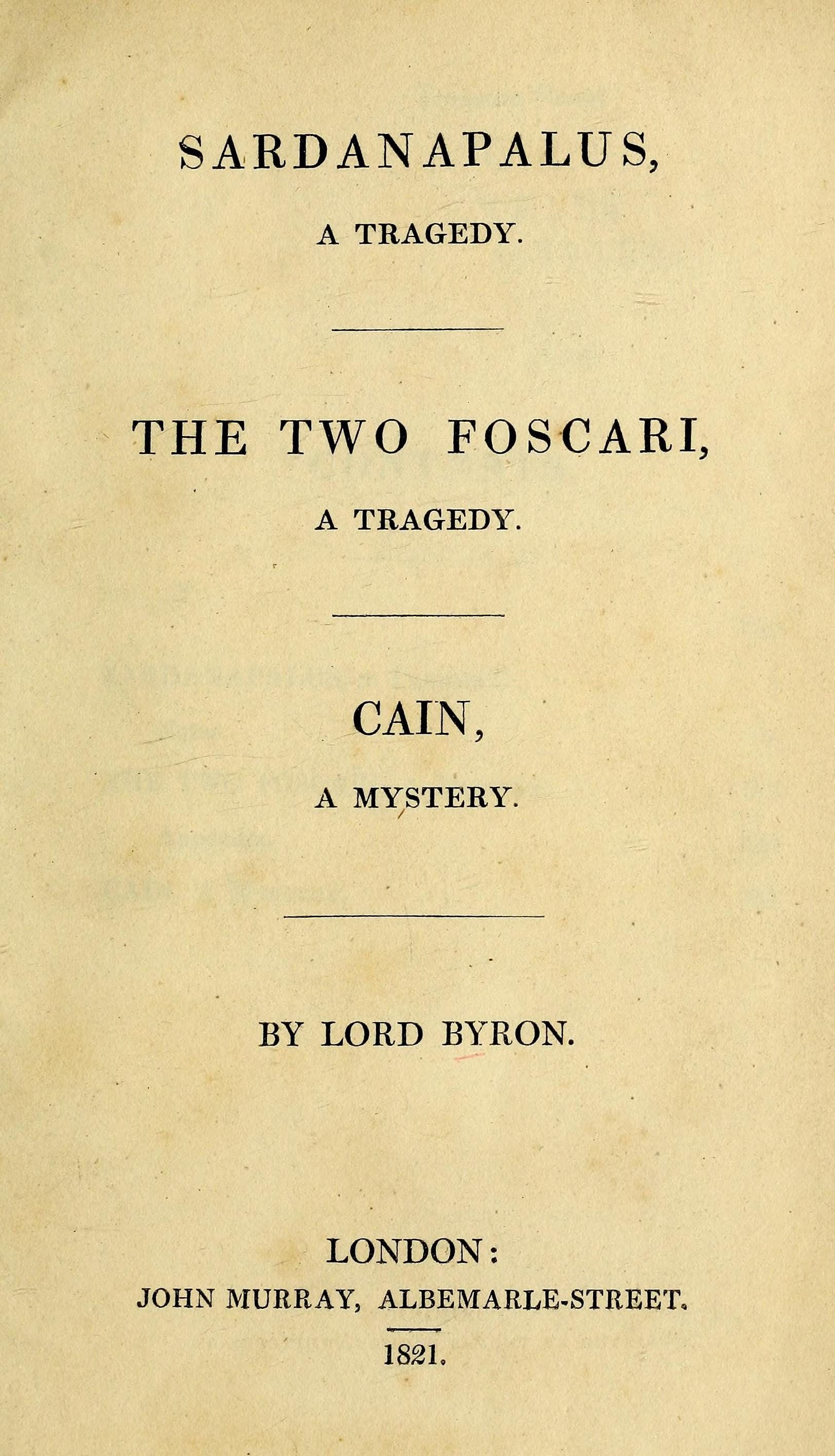
Титульна сторінка першого видання, 1821 рік

«Каїн» — драматичний твір лорда Джорджа Байрона, виданий у 1821 році. У творі Байрон демонструє історію Каїна й Авеля з точки зору Каїна. «Каїн» є прикладом літературного жанру, що відомий як закрита драма.

## Персонажі
- Адам
- Єва
- Каїн, їхній перший син
- Авель, їхній другий син
- Ада, сестра і дружина Каїна
- Селла, сестра і дружина Авеля
- Люцифер
- Ангел Господній

## Сюжет
П’єса починається з того, що Каїн відмовляється молитися і дякувати Богові разом зі своєю сім'єю. Каїн каже батькові, що йому нема за що дякувати Богу, адже їм судилося померти. Каїн пояснює у своєму ранньому монолозі, що вважає смертність несправедливим покаранням за провину Адама та Єви в Едемському саду (подія, що описана в Книзі Буття). Каїн, що до цього ніколи не пізнавав кінця життя, не знає, що таке смерть, і ця невідомість ще більше підсилює його тривогу. У Першій дії він згадує, як ночами не спав, намагаючись побачити смерть перед її приходом, яку він уявляв як антропоморфну істоту. Люцифер — персонаж, завдяки якому Каїн дізнається про смерть. У Другій дії Люцифер веде Каїна в подорож до «Космічної безодні» і показує йому катастрофічне зображення природної історії Землі з духами вимерлих до цього форм життя, як, наприклад, мамонти. У Третій дії Каїн повертається на Землю, пригнічений побаченою всесвітньою загибеллю. У кульмінаційний момент п’єси Каїн убиває Авеля. П'єса завершується вигнанням Каїна.

## Літературний вплив
Можливо, найбільше на написання «Каїна» вплинула епічна поема Джона Мільтона «Втрачений рай», яка розповідає про створення та падіння людства. Для Байрона, як і для багатьох поетів-романтиків, героєм «Втраченого раю» був Сатана, а Каїн — частково створений за зразком зухвалого головного героя Мільтона. Крім того, побачена Каїном природня історія Землі в Другій дії є пародією на втішний погляд Адама на історію людства (кульмінацією якого є прихід і жертва Христа), представлений архангелом Михаїлом у книгах XI та XII епосу Мільтона. У передмові до «Каїна» Байрон намагається применшити вплив віршів «зі схожими темами», але те, як він згадує «Втрачений рай», свідчить про його формальний вплив: «З тих пір як мені було двадцять років, я ніколи не читав Мільтона; але я читав його раніше так часто, що це зробило б невелику різницю». 

## Інші впливи
Як зазначає сам Байрон у передмові до «Каїна», погляди Каїна в Другій дії були навіяні теорією катастрофізму. У спробах пояснити прогалини між записами про знайдені скам’янілості, катастрофіки стверджували, що історія Землі була насичена жахливими катастрофами, які знищили її флору і фауну. Байрон читав про катастрофізм в англійському перекладі деяких ранніх праць французького натураліста Жоржа Кюв'є 1813 року. Іншими творами, що вплинули на написання п'єси, стали «Божественне послання Мойсея» Вільяма Варбертона та «Філософське дослідження походження наших ідей про піднесене та прекрасне» Едмунда Берка.

## Зовнішні посилання
- Каїн Джордж Гордон, Лорд Байрон
- Каїн: Містерія, Поетичні твори лорда Байрона, том 5. Під редакцією Ернеста Хартлі Колріджа, Charles Scribner's Sons, NY, NY 1901.
- </img>